# Economia da Nigéria
A economia da Nigéria, rica em petróleo mas há muito marcada por instabilidade política, corrupção e má gestão macroeconómica, atravessa uma reforma substancial, posta em prática pela nova liderança civil do país a partir de 2008.
Os anteriores governantes militares da Nigéria não foram capazes de diversificar a economia e afastá-la da sobredependência de um setor petrolífero de capitais intensivos, o qual é responsável por 20% do PIB, 95% das receitas de exportação e cerca de 65% das receitas orçamentárias. O setor agrícola, em grande medida de subsistência, não acompanhou o rápido crescimento da população, e a Nigéria, em tempos um grande exportador de alimentos, agora precisa importá-los.
Os recursos minerais incluem o petróleo, o carvão e o estanho. Os produtos agrícolas incluem amendoim, óleo de palma, cacau, citrinos, milho, sorgo, mandioca, inhames e cana-de-açúcar.

## Comércio exterior
Em 2020, o país foi o 50º maior exportador do mundo (US $ 53,6 bilhões, 0,3% do total mundial). Na soma de bens e serviços exportados, chega a US $ 67,9 bilhões, ficando em 48º lugar mundial. Já nas importações, em 2019, foi o 52º maior importador do mundo: US $ 47,3 bilhões.

## Setor primário

### Agricultura
A Nigéria produziu, em 2018:
- 59,4 milhões de toneladas de mandioca (maior produtor do mundo);
- 47,5 milhões de toneladas de inhame (maior produtor do mundo);
- 10,1 milhões de toneladas de milho (14º maior produtor do mundo);
- 7,8 milhões de toneladas de óleo de palma (4º maior produtor do mundo, perdendo apenas de Indonésia, Malásia e Tailândia);
- 7,5 milhões de toneladas de legume;
- 6,8 milhões de toneladas de sorgo (2º maior produtor do mundo, perdendo apenas dos Estados Unidos);
- 6,8 milhões de toneladas de arroz (14º maior produtor do mundo);
- 4 milhões de toneladas de batata doce (3º maior produtor do mundo, perdendo apenas de China e Malawi);
- 3,9 milhões de toneladas de tomate (11º maior produtor do mundo);
- 3,3 milhões de toneladas de taro (maior produtor do mundo);
- 3 milhões de toneladas de plantain, ou banana-da-terra (5º maior produtor do mundo);
- 2,8 milhões de toneladas de amendoim (3º maior produtor do mundo, perdendo apenas de China e Índia);
- 2,6 milhões de toneladas de feijão-fradinho (maior produtor do mundo);
- 2,2 milhões de toneladas de milhete (4º maior produtor do mundo, perdendo apenas de Índia, Níger e Sudão);
- 2 milhões de toneladas de quiabo (2º maior produtor do mundo, perdendo apenas da Índia);
- 1,6 milhão de toneladas de abacaxi (7º maior produtor do mundo);
- 1,4 milhão de toneladas de cana-de-açúcar;
- 1,3 milhão de toneladas de batata;
- 949 mil toneladas de manga (incluindo mangostim e goiaba);
- 938 mil toneladas de cebola;
- 833 mil toneladas de mamão (6º maior produtor do mundo);
- 758 mil toneladas de soja;
- 747 mil toneladas de pimentão;
- 585 mil toneladas de egusi;
- 572 mil toneladas de gergelim (4º maior produtor do mundo, perdendo apenas de Sudão, Myanmar e Índia);
- 369 mil toneladas de gengibre (3º maior produtor do mundo, perdendo apenas de Índia e China);
- 332 mil toneladas de cacau (4º maior produtor do mundo, perdendo apenas de Costa do Marfim, Gana e Indonésia);
- 263 mil toneladas de castanha de carité;

Além de produções menores de outros produtos agrícolas.

### Pecuária
Na pecuária, a Nigéria produziu, em 2019: 329 mil toneladas de carne bovina; 302 mil toneladas de carne suína; 239 mil toneladas de carne de frango; 640 mil toneladas de ovo de galinha; 523 milhões de litros de leite de vaca, entre outros.

## Setor secundário

### Indústria
O Banco Mundial lista os principais países produtores a cada ano, com base no valor total da produção. Pela lista de 2019, a Nigéria tinha a 35ª indústria mais valiosa do mundo (US $ 51,6 bilhões).
Em 2019, a Nigéria não produzia veículos nem aço.

### Energia
Nas energias não-renováveis, em 2020, o país era o 11º maior produtor de petróleo do mundo, 1,77 milhões de barris/dia. Em 2015, o país consumia 316 mil barris/dia (42º maior consumidor do mundo). O país foi o 8º maior exportador de petróleo do mundo em 2018 (1,9 milhões de barris/dia). Em 2015, a Nigéria era o 17º maior produtor mundial de gás natural, 45,1 bilhões de m3 ao ano e o 13º maior exportador de gás do mundo (26,3 bilhões de m3 ao ano). O país não produz carvão.
Nas energias renováveis, em 2020, a Nigéria não produzia energia eólica, nem energia solar.

### Mineração
Em 2019, o país era o 4º maior produtor mundial de tântalo e o 9º maior produtor mundial de estanho.  O país também é um dos maiores produtores do mundo de turmalina, ametista e topázio.

## Setor terciário

### Turismo
O país tem um turismo pequeno. Em 2010, a Nigéria recebeu 1,5 milhões de turistas internacionais. As receitas do turismo, em 2018, foram de US $ 1,9 bilhões.